# Jennifer Radloff
Jennifer Radloff (nacida en 1961 en Durban) es una activista feminista sudafricana y pionera de la Información y Tecnología de las Comunicaciones (ICT) para la justicia social. Trabaja para la Asociación para el Progreso de las Comunicaciones (APC) en el programa de Derechos de las Mujeres, y es miembro de la junta directiva de Women's Net.

## Carrera
Radloff es una activista sudafricana que lleva desde 1992 luchando por los derechos de las mujeres, con especial énfasis en el acceso a la tecnología e ICT, y el desarrollo de capacidades a través de la seguridad digital y la narrativa digital.  Creó, junto con el programa de Derechos de las Mujeres de la APC, la Metodología de Evaluación y Género para Internet e ITCs, una herramienta de aprendizaje que integra un análisis de género en la evaluación de iniciativas que usan ICTs para el cambio social, que es utilizada por más de 100 organizaciones basadas en comunidades de más de 25 países.
Entre 1995 y 2002,  trabajó como directora de comunicaciones en el Instituto de Género Africano, un grupo de investigación y enseñanza feminista que estudia los temas relacionados con el género en África. Ha sido consultora de la UNDP, ONU Mujeres y la Fundación Rockefeller, y ha presentado en múltiples conferencias internacionales y regionales.

## Publicaciones

### Contribuciones en libros
- ‘Toward a Social Compact for Digital Privacy and Security’, para el Centre for International Governance Innovation and Chatam House (2016)
- ‘Hacking exclusion: African feminists engagements and disruption of the internet’, para Heinrich Böll Stiftung (2015)
- ‘Shifting Power and Human Rights Diplomacy’, para Amnistía Internacional (2014)
- ‘Grassroots women’s information’ en Information Sources en Women’s Studies and Feminism. Co-autora con Dr Jane Bennett (2002)
- ‘The relevance and appropriateness of new information technologies for women in Africa’. Coautora con Ruth Ojiambo Ochieng, en Superhighway or footpath? Knowledge, Information and Development (2001)
- ‘African Women's Networking and Mechanisms for supporting Women's use of the superhighway’. Coautora con Sonja Boezak, para Panos Institute (2000)
- ‘Women's Information Services and Networks in Africa’, en Women's Information Services and Networks, KIT & IIAV, Ámsterdam (1999)

### Artículos y revistas
- ‘Why Should Human Rights Funders Care About Digital Security?’ (2017)[6]
- ‘Digital Storytelling: All our stories are true and they are ours!’, for GenderIT.org (2016)[7]
- ‘Tools for movement builders: ICT Toolkit and We Rise’, for GenderIT.org (2016)
- ‘Hacking exclusion: African feminists engagements and disruption of the internet’, para GenderIT.org (2015)[8]
- ‘Digital Security – from silencing to claiming safe spaces’, for GenderIT.org (2014)[9]
- ‘Cómo influye el activismo en tu experiencia como ciudadana de internet’, para GenderIT.org (2013)[10]
- ‘How activism shapes your experience of being a citizen on the internet’, para GenderIT.org (2013)[11]
- ‘Hacking Exclusion: African Feminist Engagements and Disruptions of the Internet’ (2015), en #GameChanger: How is new media changing political participation in Africa? (2015)
- Feminist Africa 18: e-spaces e-politics (2014)[12]
- ‘Editorial: Feminist engagements with 21st-century communications technology’, en Feminist Africa 18 (2014)
- ‘Digital Security as Feminist Practice’, en Feminist Africa 18 (2014)
- ‘African cyberfeminism in the 21st century’, en Open Democracy (2014)[13]
- ‘In Conversation: Jennifer Radloff and Jan Moolman on technology-related violence against women’, en Feminist Africa 18 (2014)
- Various articles for http://www.genderit.org/ (2007–presente)
- ‘The Role of Information and Communication Technologies in the Development of African Women’, con Natasha Primo y Alice Munya (2004)
- ‘Claiming Cyberspace: Communication and Networking for Social Change and Women's Empowerment’, en Feminist Africa, Issue 4 (2004)[14]
- ‘Net Gains for Women in Africa’, en Journal of the Society for International Development 45, con Natasha Primo (2002)[15]
- ‘Form and Content in African women’s electronic networks’, en Association of Concerned African Scholars Bulletin (2001)
- ‘Relevant and accessible electronic information networking in Africa’ en Agenda No:38, con Ruth Ojiambo Ochieng (1998)[16]